# Bishop's Palace (Kirkwall)
Bishop's Palace er en borgruin fra 1100-tallet, der blev opført samtidig med og ved siden af St Magnus Cathedral i centrum af Kirkwall på Orkneyøerne, Skotland. Den husede katedralens første biskop, Vilhelm den gamle fra Den katolske kirke i Norge, der fik sin autoritet fra ærkebispen i Nidaros (Trondheim).
Oprindeligt har det sandsynligvis været en typisk norsk kongelig bolig med en stor rektangulær hal oven på et lagerum og et beboelsestårn med biskoppens private bolig. Kong Håkon 4. Håkonsson overvintrede her efter slaget ved Largs og døde her i 1263, hvilket markerede enden på nordboernes herredømme over de Ydre Hebrider. Paladset forfaldt og var i 1320 en ruin.
Fra oktober 2023 har ruinen været lukket i forbindelse med omfattende renoveringer sammen med den nærliggende Earl's Palace.